# The Powerpuff Girls (serie animata 2016)
The Powerpuff Girls è una serie animata statunitense prodotta da Nick Jennings e Bob Boyle.
Reboot de Le Superchicche, creata da Craig McCracken e trasmessa su Cartoon Network, segue le avventure di Lolly, Dolly e Molly, un trio di ragazze con superpoteri che vivono nella città di Townsville che vengono chiamate dai cittadini per proteggerli dal male. Le ragazze sono state create in un laboratorio dallo scienziato Professor Utonium, che ha cercato di creare le bambine perfette usando "zucchero, cannella e ogni cosa bella" insieme all'aggiunta accidentale dell'ingrediente Chemical X, la fonte dei superpoteri delle ragazze.
La serie è stata trasmessa per la prima volta negli Stati Uniti su Cartoon Network dal 4 aprile 2016 al 16 giugno 2019, per un totale di 119 episodi ripartiti su tre stagioni. In Italia è stata trasmessa sempre su Cartoon Network dal 19 aprile 2016 all'11 agosto 2019.
La sigla originale è cantata dai Tacocat, mentre quella italiana da Francesca Michielin.

## Trama
Le Powerpuff Girls (chiamate Superchicche nella serie precedente), sono tre bambine dotate di superpoteri grazie ai quali difendono la pace della città di Townsville. A differenza della serie originale, dove combattono il crimine, la trama è incentrata sulla vita quotidiana delle protagoniste.

## Episodi
| Stagione         | Episodi | Prima TV USA | Prima TV Italia |
| ---------------- | ------- | ------------ | --------------- |
| Prima stagione   | 39      | 2016         | 2016-2017       |
| Seconda stagione | 40      | 2017-2018    | 2017-2018       |
| Terza stagione   | 40      | 2018-2019    | 2018-2019       |

## Personaggi

### Personaggi principali
- Lolly: la più matura fra tutte. Ha i capelli arancioni ed è furba. È brava a scuola e ottiene bei voti in tutte le materie grazie alla sua intelligenza. In questa serie viene esasperata la sua maniacale ossessione per l'ordine e la perfezione. Doppiata da Amanda Leighton (originale), Monica Ward (italiano).
- Dolly: la più inaffidabile di tutte. Si distrae a causa della sua fervida immaginazione. È giocherellona e ama gli unicorni. Doppiata da Kristen Li (originale), Perla Liberatori (italiano).
- Molly: la più aggressiva tra tutte. Ama le maniere dure ed è molto seria. A scuola ha pessimi voti seppur sia un genio in matematica e ama il divertimento mortale. Doppiata da Natalie Palamdes (originale), Monica Bertolotti (italiano).

### Personaggi ricorrenti
- Bliss (Blisstina "Bliss" Francesca Francia Mariam Alicia Utonium): la quarta Powerpuff Girl. È simile a Bunny, personaggio della serie originale, per il colore distintivo dei suoi occhi e del suo vestito, il viola. A differenza delle ragazze, è una teenager e ha le gambe più lunghe e i fianchi più ampi. Ha la pelle scura, i capelli blu elettrico e indossa un cerchio per capelli blu pastello adornato con un cuore rosa. Dieci anni prima il professore aveva creato Bliss con il Chemical W, prima di creare le ragazze con Chemical X. Ha tutti gli stessi poteri delle tre eroine, tuttavia i suoi sono incontrollabili a causa delle sue emozioni. Dopo aver fatto per errore esplodere la casa e aver ferito gravemente il professore, Bliss ha deciso di auto-esiliarsi ed è così volata via. Doppiata da Olivia Olson (originale), Rossella Discolo (italiano).
- Professor Dominic Utonium: lo scienziato che creò le Powerpuff Girls. È iper-protettivo come nella serie originale, ma a volte tiene dei comportamenti infantili e ridicoli. Doppiato da Tom Kane (originale), Mauro Gravina (italiano).
- Sindaco di Townsville: è un uomo dalla statura bassa, nonché il primo cittadino, un vero e proprio bambinone che ha bisogno di aiuto anche per compiere azioni normali, come aprire un barattolo di sottaceti. Doppiato da Tom Kenny (originale), Oliviero Dinelli (italiano).
- Signorina Keane: è la bene-amata insegnante della scuola materna di Townsville. Doppiata da Jennifer Hale (originale), Paola Valentini (italiano).
- Narratore: è la voce fuoricampo che descrive le avventure. Non compare in ogni puntata come nella vecchia serie. Doppiato da Tom Kenny (originale), Nanni Baldini (italiano).
- Danny (oppure Donnie): è un unicorno e migliore amico di Dolly. Nasce però senza il corno, dovendo poi aspettare che gli spunti. Infatti, chiede aiuto alle Powerpuff Girls, che lo sottopongono ad un intervento per mezzo di un cannone laser, in modo tale da non aspettare tanto tempo. Purtroppo l'intervento non va a buon fine: Danny viene per errore trasformato in un orribile mostro rosso con 5 occhi e artigli neri, ma viene salvato appena in tempo da Dolly e da altri unicorni, che lo fanno ritornare al suo aspetto originale. Subito dopo il salvataggio, riesce a notare la presenza del corno sulla testa. È estremamente eccentrico e bizzarro oltre che incredibilmente ingenuo. Doppiato da Josh Fadem (originale), Mirko Cannella, Davide Quatraro e Marco Bassetti (italiano).
- Jared: è la cotta di Lolly. Doppiato da Jake Goldman (originale), Alessio Puccio (italiano).
- Maylyn: è l'amica di Molly. Il capo dei Derbytanti che ama pattinare. Doppiata da Kate Higgins (originale), Monica Vulcano (italiano).

### Antagonisti
- Mojo Jojo: l'antagonista principale della serie, è un terribile scimpanzé parlante, nonché scienziato, che tenta invano di dominare il mondo, venendo sempre sconfitto dalle Powerpuff Girls. Doppiato da Roger L. Jackson (originale), Paolo Buglioni (italiano)
- Lui: l'incarnazione stessa del Male. Doppiato da Tom Kane (originale), Valerio Sacco (italiano).
- Principessa Morbucks: bambina viziata, ricchissima e convinta di poter ottenere qualsiasi cosa semplicemente comprandola. Si trova in competizione con le ragazze perché vorrebbe essere anche lei una Powerpuff Girl, ma la sua richiesta viene da queste sempre rifiutata. Doppiata da Haley Mancini (originale), Letizia Ciampa (italiano).
- Bebo Bestione: rozzo uomo dei boschi. Doppiato da Jim Cummings (originale), Ambrogio Colombo (italiano).
- La banda dei Verdastri: un gruppo di teppisti dalla pelle verde. Doppiati da Jeff Bennett (originale), Alessio De Filippis (italiano).
- Gli Ameba Boys: tre amebe che hanno come unica aspirazione nella vita di essere considerati veramente pericolosi. Doppiati da Chuck McCann (originale), Alessandro Budroni (italiano).
- Rattomane: un intrigante ratto umanoide che ama rubare gli oggetti luccicanti dai negozi di Townsville. Doppiato da Jason Spisak (originale), Francesco Meoni (italiano).
- Allegro: un panda perennemente sorridente in grado di fare il lavaggio del cervello alle persone, facendole cadere in uno stato di pura felicità. Doppiato da Eric Bauza (originale), Roberto Certomà (italiano).
- Ragazzuomo: un ragazzo dotato di super forza e una barba flessibile (simile ai capelli di Seducella), ed ha un gigantesco robot di legno che utilizza in battaglia. Ha una forte inimicizia nei confronti di Molly, infatti si diverte a chiamarla sempre "principessa". Doppiato da Maurice LaMarche (originale), Stefano Alessandroni, Gianluca Crisafi ed Emiliano Reggente (italiano).
- Le Stilose: Bianca e Barbarus Bikini, sono rispettivamente una donna elegante, ovvero una sorta di Strega della Moda, e un gorilla femmina. Bianca è stata inizialmente scelta per essere la nuova assistente del Sindaco, prima di venire scoperta e poi cacciata via. Hanno come rifugio un covo al largo del porto di Townsville. Doppiate da Lily Vonnegut e Natalie Palamdes (originale), Stella Gasparri (italiano).
- Bidellotauro: originariamente conosciuto come Wendell Finestein, il bidello della scuola, si definisce Bidellotauro dopo un incidente durante una fiera della scienza quando era un ragazzino, tramutandosi in un centauro. Doppiato da Jeff Bennett (originale), Francesco De Francesco (italiano).
- Jemmica: una giovane cacciatrice di tesori che in realtà è una ladra desiderosa di rubare preziosi reperti da vari siti archeologici. Doppiata da Anais Fairweather (originale), Monica Vulcano (italiano).
- Silico: un misterioso cattivo che fa la sua prima apparizione nell'episodio Il ritorno degli Ameba Boys, dove offre a questi ultimi un modo per distruggere Internet, al fine di diventare i più grandi cattivi conosciuti. Nell'episodio Fermare e acciuffare Silico, si serve dei social per pubblicare notizie false sulle tre eroine. Ma loro si confrontano con lui nel suo covo e lui rivela che in origine era un bambino molto solo che ha costruito degli amici robotici per farsi compagnia, ma sono stati inavvertitamente distrutti quando un mostro che le Powerpuff Girls hanno sconfitto è caduto sulla sua casa, costringendolo a giurare vendetta verso le ragazze, ritenendole responsabili della loro disattenzione. Le Powerpuff Girls, in cerca di notizie vere, riescono a sconfiggerlo, non sapendo che si tratta di un ologramma. Doppiato da Jason Spisak (originale), Alberto Bognanni (italiano).

## Differenze con la serie originale
Ci sono diverse cose che differiscono dalla serie originale e questo conferma che il reboot è un'altra incarnazione dello show del 1998 così come la versione anime del 2006.
- Dolly, nel reboot, differisce vari tratti della sua controparte originale, come sapere usare il computer.
- Lolly ha lo stesso ruolo di sorella intelligente e leader, ma è più tesa ed egocentrica della sua controparte originale.
- Molly, nel reboot, è pigra, meno affidabile ed irresponsabile, diversamente rispetto alla sua controparte originale.
- Il Professor Utonium non ha paura dei ragni, poiché la sua controparte originale li teme, e a differenza di quest’ultimo, non sa molto sui computer.
- Mojo Jojo, nel reboot, ha un cane e una madre, mentre la sua controparte originale no. Inoltre, sempre a differenza della sua controparte originale, non ha l'abitudine di essere molto logorroico.
- Principessa Morbucks ha come corteo una Rap band chiamata Cash Money Krew, ma non ha interessi legati al crimine, a differenza della sua controparte originale.
- La serie si svolge più in epoca contemporanea più moderna, in quanto la serie fa riferimenti su tendenze, meme, parole gergali, ecc.
- Nella serie originale le Powerpuff Girls frequentano un asilo, qui invece una scuola media (perché la scuola elementare era stata chiusa a causa di Dolly).
- La Signorina Bellum e Seducella sono assenti a differenza della serie originale dove erano tra i personaggi principali. Furono ritirate dallo show perché ritenute dei personaggi poco adatti al nuovo pubblico della serie, molto più giovane di quello dell'originale, a causa dei loro corpi maturi e sensuali (sebbene la prima sia apparsa per poco tempo in uno dei primi episodi mentre la seconda in un fumetto e in un videogioco ispirati al reboot).
- Nella nuova serie sono presenti nuovi antagonisti che non esistono nella serie originale: Rattomane, Le Stilose, Ragazzuomo, Allegro e Silico.
- In questa serie le Powerpuff Girls affrontano le avversità della loro vita quotidiana anziché combattere il crimine.
- Il telefono delle Powerpuff Girls è stato sostituito da uno smartphone che mantiene comunque la tipica facetta sorridente.
- In questa serie le Powerpuff Girls ottengono il potere di creare aure in base alle loro personalità: Lolly genera oggetti che rappresentano l'ordine e la pulizia, Dolly genera animali mentre invece Molly genera armi da guerra.
- Nello special Power of Four compare Bliss, la quarta sorella delle Powerpuff Girls, la quale non esiste nella serie originale, visto che al suo posto c'è stata la defunta Bunny, che è considerata da tutti come la vera quarta sorella del gruppo.
- Il Narratore nella serie originale è un vero e proprio personaggio e interviene in quasi ogni episodio, invece in questa serie è presente solo nella prima stagione.

## Videogiochi
Lolly, Dolly e Molly sono giocabili in LEGO Dimensions sbloccando l'universo e delle arene dedicate alla serie.